# 829 TCN
829 TCN là một năm trong lịch La Mã.